# Daniël Stellwagen
Daniël Stellwagen (Soest, 1 maart 1987) is een Nederlands schaker. Stellwagen was bij het behalen van de titel grootmeester (GM - op 17-jarige leeftijd in 2004) de jongste Nederlandse grootmeester ooit. Anish Giri overtrof Stellwagen, toen Giri vijftien jaar oud was en zijn grootmeestertitel verdiende.

## Levensloop
Stellwagen is lid van de plaatselijke Soester Schaak Club, al speelt hij in de competitie sinds 2000 voor het Hilversums Schaak Genootschap. Zijn trainers waren Rob van Aurich, Herman van Engen en Rob Brunia. Hij is twee jaar begeleid door jeugdtrainer Jop Delemarre en is ook getraind door Cor van Wijgerden.

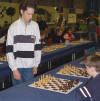
Stellwagen speelt simultaan (foto Carla Amse)

Toen hij zeven jaar oud was leerde hij schaken van zijn moeder. Op 11-jarige leeftijd verbaasde hij op het tweede VAM-toernooi in Hoogeveen door als jongste Nederlander ooit te winnen van een grootmeester - in zijn geval van de Fin Yrjo Rantanen. Hij haalde zijn meesterstitel op 15-jarige leeftijd tijdens het Harmonie toernooi in Groningen in 2002, waarmee hij de jongste Nederlandse schaakmeester ooit is. In 2004 werd hij grootmeester waarmee hij na Jorden van Foreest en Robin van Kampen de jongste in Nederland geboren grootmeester ooit is.
Stellwagen kwam ook uit in de Schaakbundesliga in Duitsland voor SG Aljechin Solingen 1868.

### 1999
- In de leeftijdscategorie tot en met twaalf jaar werd hij Nederlands kampioen en won hij zilver op zowel het Europees als het Wereldkampioenschap.

### 2002
- Stellwagen werd jeugdkampioen van Nederland van de spelers tot en met 20 jaar.

### 2003
- In januari haalde hij in het 65e Corus schaaktoernooi te Wijk aan Zee zijn eerste grootmeesternorm. In de B-groep werd hij tweede achter Zhang Zhong.
- Op het Nederlands kampioenschap schaken in 2003 te Leeuwarden debuteerde hij verrassend door 4 punten uit de eerste vier partijen te scoren, en zijn tweede internationale grootmeester norm te halen.

### 2004
- In augustus in het Hogeschool Schaaktoernooi te Vlissingen behaalde Stellwagen zijn derde grootmeesternorm en daarmee de grootmeestertitel. Stellwagen werd gedeeld tweede en derde bij dit toernooi.
- In de kroongroep van het Essent-toernooi dat in oktober verspeeld werd, eindigde Stellwagen met 2½ uit 6 op de derde plaats.

### 2005

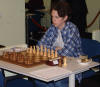
Daniël Stellwagen (foto Carla Amse)

- Stellwagen eindigde met 6½ punt op een gedeelde tweede plaats in het Amsterdam Chess Tournament.
- In het Hogeschool Zeeland schaaktoernooi te Vlissingen eindigde Stellwagen na een tie-break op de derde plaats met 7½ punt uit negen ronden.
- Van 5 t/m 16 september speelde Stellwagen mee in het toernooi om het kampioenschap van Nederland dat in Leeuwarden verspeeld werd. Hij eindigde met 5 uit 9 op de tweede plaats.
- Van 9 t/m 22 november speelde hij mee in het wereldkampioenschap voor de jeugd dat in Istanboel verspeeld werd. Shakhriyar Mamedyarov werd met 10½ punt kampioen en Stellwagen eindigde met 8½ punt op de zevende plaats.
- Stellwagen won samen met GM Artoer Joesoepov en IM Manuel Bosboom het rapidschaak-kampioenschap van Apeldoorn.

### 2006
- Stellwagens optreden in de B-groep van het Corus toernooi was geen succes. Met 3 uit 13 kwam hij uit op de voorlaatste plaats.
- In het Nederlands kampioenschap werd Stellwagen 5e met 6½ uit 11.
- Stellwagen speelde mee in het Sigeman toernooi en werd daar gedeeld 4e\5e met 5½ uit 9.

### 2007
- In de B-groep van het Corus-toernooi scoorde Stellwagen 7 uit 13.
- Bij het NK Schaken in Hilversum eindigde Stellwagen bovenaan (8 uit 11), samen met Sergej Tiviakov. Het 'vluggeren' om de eerste plaats werd met 1½-0½ gewonnen door Tiviakov.
- Hij speelde aan bord 3 van het Nederlandse team bij Europese teamkampioenschappen in Heraklion en scoorde 4 uit 8.

### 2008
- In de B-groep van het Corus-toernooi scoorde Stellwagen 6 uit 13.
- Hij werd 2e in het Sigeman toernooi in Zweden
- Bij de Olympiade in Dresden scoorde hij 6 uit 9 aan het derde bord.

### 2009
- Stellwagen speelde in de A-groep van het Corus-toernooi. Hij werd gedeeld laatste met 5½ uit 13.
- Bij de Europese teamkampioenschappen in Novi Sad zat hij aan het tweede bord en scoorde 5 uit 9.

## Voorbeeldpartij
| 8 | rd                           |    | bd |    |   | nd | kd |    |
| 7 |                              | pd |    |    |   |    | rl | pd |
| 6 | pd                           |    |    |    |   | bl | pd |    |
| 5 |                              |    | pd |    |   |    |    |    |
| 4 |                              |    |    |    |   |    |    |    |
| 3 |                              |    | nl | bl |   |    |    |    |
| 2 | pl                           | pl | pl |    |   | bd | pl | pl |
| 1 |                              |    |    |    |   |    |    | kl |
|   | a                            | b  | c  | d  | e | f  | g  | h  |
|   | Stellwagen – Moghaddam (1-0) |    |    |    |   |    |    |    |

In 1999 won Daniël een partij van Sayed Moghaddam te Oropesa del Mar om het wereldkampioenschap in de schaakopening Russisch (code C 42).

De partij verliep als volgt:

1.e4 e5 2.Pf3 Pf6 3.Pxe5 d6 4.Pxf7 Kxf7 5.d4 Le7 6.Pc3 Te8 7.Lc4+ Kf8 8.0-0 c5 9.d5 Pfd7 10.f4 Lf6 11.e5 d6xe5 12.Dh5 Kg8 13.d6+ Kh8 14.Lf7 e5xf4 15.Lxe8 Ld4+ 16.Kh1 Pf6 17.Txf4 Dxd6 18.Txf6 Dxf6 19.Lg5 Df5 20.Lb5 g6 21.Dh4 Pd7 22.Te1 a6 23.Te8+ Pf8 24.Ld3 Df7 25.Te7 Df2 26.Dxf2 Lxf2 27.Lf6+ Kg8 28.Tg7+ diagram en zwart geeft op wegens mat op de volgende zet.